# Jurga Ivanauskaitė
Jurga Ivanauskaitė (14. listopadu 1961 Vilnius, Litevská SSR, Sovětský svaz – 17. února 2007 Vilnius, Litva) byla litevská spisovatelka, výtvarnice a cestovatelka. Jde o nejpřekládanější autorku současné pobaltské literatury.
Jde o autorku mnoha esejů, povídek, pohádek i novel. Do češtiny byl přeložen její román Čarodějnice a déšť (Ragana ir lietus), který vyvolal po svém vydání skandál a pro přítomnost erotických scén směl být v Litvě na příkaz litevské Státní komise pro etiku prodáván pouze v prodejnách s erotickým zbožím.
Po návštěvě Tibetu se stala bojovnicí za nezávislost této země.
Zemřela ve věku 45 let na sarkom a je pohřbena na hřbitově Antakalnisu.

## Dílo
- Pakalnučių metai (1985, Rok konvalinek), povídky,
- Ištremtas Tibetas (1996, Tibet ve vyhnanství), první část volné trilogie cestopisného a autobiografického charakteru (jde o první knihu o Tibetu v litevštině vůbec)[1],
- Kelionė į Šambalą (1997, Cesta do Shambaly), druhá část volné trilogie,
- Mėnulio vaikai (1998, Děti měsíce), román,
- Prarasta pažadėtoji žemė 1999, Ztracená země zaslíbená), třetí část volné trilogie
- Sapnų nublokšti (2000, Sny odkojené), román,
- Ragana ir lietus (2002, Čarodějnice a déšť), román

## Česká vydání
- Čarodějnice a déšť, Nakladatelství Mezera, Praha 2006, přeložila Gabriela Šroubková